# Apoteosi di Omero (Ingres)
L'Apoteosi di Omero è un dipinto a olio su tela (386x515 cm) di Jean-Auguste-Dominique Ingres, realizzato nel 1827 e conservato nel museo del Louvre di Parigi.

## Descrizione

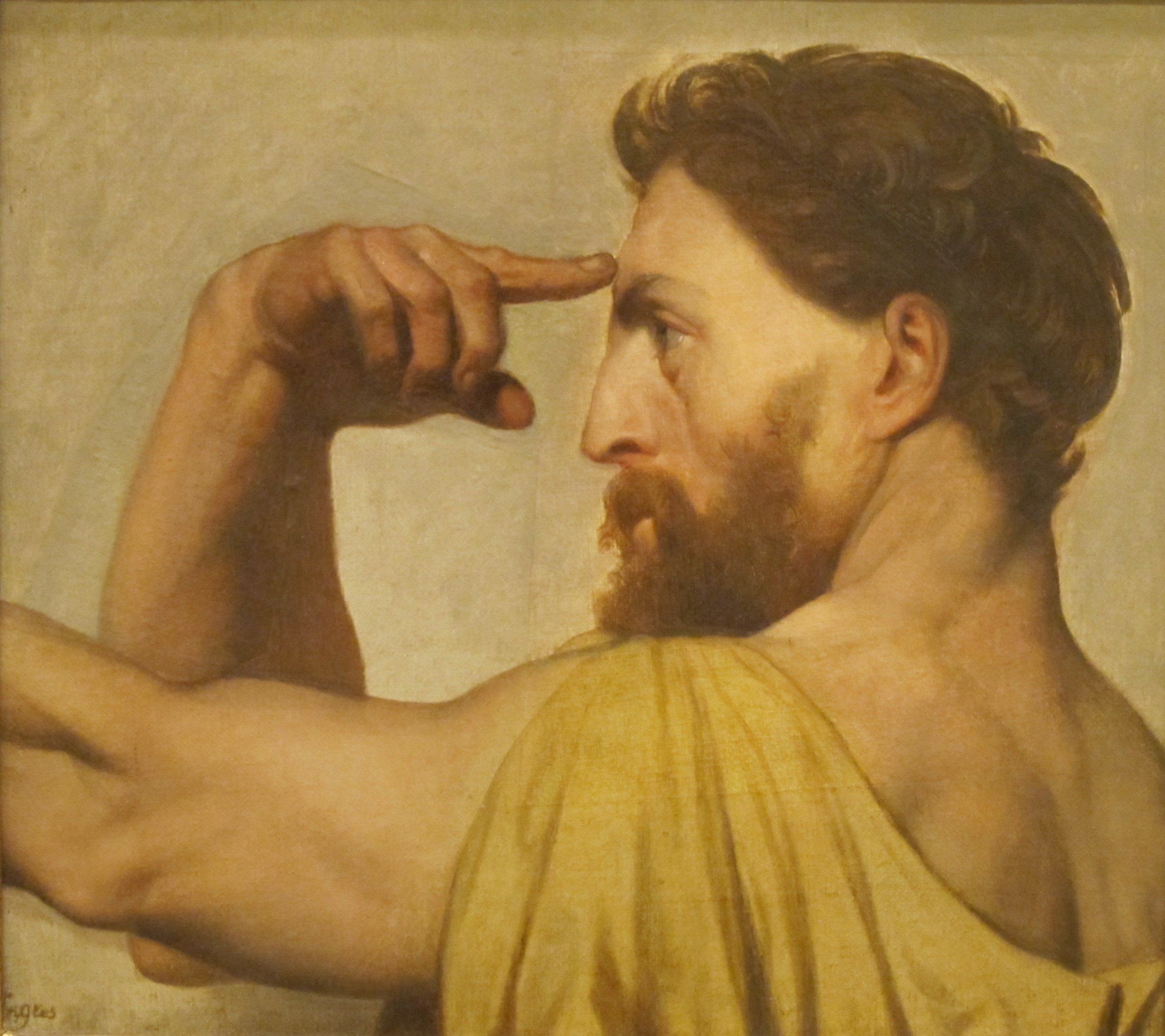
Jean-Auguste-Dominique Ingres, Studio per Fidia nellApoteosi di Omero (1827)

Considerato uno dei manifesti del Neoclassicismo, l'Apoteosi di Omero raffigura il poeta greco Omero mentre siede su un trono rialzato da diversi gradini, davanti alla facciata di un tempio ionico esastilo, in procinto di essere incoronato dalla Vittoria alata con una ghirlanda d'alloro, il massimo riconoscimento che si può conferire a un poeta.
Omero, come già accennato, è circondato da altri illustri poeti, che si accalcano tra di loro dando vita a una composizione che ricorda la Scuola di Atene di Raffaello: la schiera in alto è quella dei poeti antichi, mentre in basso troviamo i moderni. Virgilio e Dante Alighieri si trovano all'estrema sinistra dell'opera, con l'ultimo che porge ad Omero la sua Divina Commedia; nella composizione, oltre ai vari letterati citati nel paragrafo § Schema dei personaggi, troviamo anche Nicolas Poussin e Molière, entrambi colti nell'attimo in cui guardano lo spettatore e indicano Omero così da precisare il suo prestigio letterario. Due sono le eccezioni significative: la prima è Raffaello, autore del Parnaso e della Scuola di Atene (opere che sono servite da spunto per l'Apoteosi di Omero), raffigurato all'estrema sinistra mentre tiene per mano Apelle, e la seconda è Michelangelo, assorto in una cogitabonda riflessione.
La figura di Omero in quest'opera è assimilata a quella di un dio onnipotente: la ieraticità divina del poeta greco è ribadita dalla decorazione frontonale del tempio retrostante (a lui dedicato), dove Omero è portato in volo da un'aquila, il rapace sacro a Zeus. Analogamente, una scritta in greco collocata al di sotto delle personificazioni dell'Iliade e dell'Odissea recita: «Se Omero è un dio, che lo si onori tra gli dei; se non è un dio, che sia considerato tale». Ingres compie insomma un'operazione di sacralizzazione del poeta, ribadita dalle offerte che ciascuno dei personaggi gli porge: Fidia, il protagonista dell'arte greca, gli offre lo scalpello e il mazzuolo, Dante come già accennato gli porge la Divina Commedia, mentre Alessandro Magno e Pindaro prestano ossequio esibendo rispettivamente una teca contenente gli scritti omerici e una lira. L'unico a non compiere azioni è Omero, con il volto impassibile e fisso avanti a sé; tale staticità che è sottolineata dal gioco dei raggi proiettivi che, convergendo presso lo sgabello dove il poeta poggia i piedi, descrivono uno spazio dove Omero è isolato dalle altre figure. 

## Schema dei personaggi
Di seguito è riportato lo schema identificativo dei personaggi dell'Apoteosi di Omero:
|  |  | 1. Orazio 2. Pisistrato 3. Licurgo 4. Virgilio 5. Raffaello 6. Saffo 7. Alcibiade 8. Apelle 9. Euripide 10. Menandro 11. Demostene 12. Sofocle 13. Eschilo 14. Erodoto 15. Orfeo 16. Lino 17. Omero 18. Museo 19. Vittoria alata 20. Pindaro 21. Esiodo 22. Platone 23. Socrate 24. Pericle 25. Fidia 26. Michelangelo Buonarroti 27. Aristotele 28. Aristarco 29. Alessandro Magno 30. Dante 31. Personificazione dell'Iliade 32. Personificazione dell'Odissea 33. Esopo 34. William Shakespeare 35. Jean de la Fontaine 36. Torquato Tasso 37. Wolfgang Amadeus Mozart 38. Nicolas Poussin 39. Pierre Corneille 40. Jean Racine 41. Molière 42. Nicolas Boileau 43. Longino 44. Fénelon 45. Christoph Willibald Gluck 46. Luís Vaz de Camões |